# Aya Courouble
Aya Courouble (Gent, 15 januari 2002) is een Belgische ritmisch gymnaste.

## Loopbaan
Courouble begon op vierjarige leeftijd met ritmische gymnastiek.
Haar trainster was Mira Bancheva uit de club Happy Gym.
Door een blessure tijdens het wereldkampioenschap in Bakoe besloot ze een punt achter haar carrière te zetten.

### Palmares
| Jaar | Evenement              | Onderdeel            | Punten | Positie |
| ---- | ---------------------- | -------------------- | ------ | ------- |
| 2018 | Challenge Cup Sofia    | Meerkamp individueel | 33.050 | 56      |
| 2018 | Challenge Cup Sofia    | Hoepel               | 8.050  | 56      |
| 2018 | Challenge Cup Sofia    | Bal                  | 7.800  | 56      |
| 2018 | Challenge Cup Sofia    | Knotsen              | 9.850  | 51      |
| 2018 | Challenge Cup Sofia    | Lint                 | 7.350  | 55      |
| 2018 | Belgisch kampioenschap | Meerkamp individueel | 51.450 | Goud    |
| 2018 | Belgisch kampioenschap | Hoepel               | 12.500 | 1       |
| 2018 | Belgisch kampioenschap | Bal                  | 14.300 | 1       |
| 2018 | Belgisch kampioenschap | Knotsen              | 12.750 | 1       |
| 2018 | Belgisch kampioenschap | Lint                 | 11.900 | 1       |

## Belgium's Got Talent
In 2018 nam Courouble deel aan het vijfde seizoen van Belgium's Got Talent. Voor haar prestatie kreeg van van Koen Wauters en Laura Tesoro een gouden buzzer. In de liveshows kreeg ze van de jury een plaats in de finale. Ze belandde in de top zes van de finalisten.